# 犀首 (晉國)
犀首（?—?），戰國初期晋国的人物，名不详，任犀首之官。
犀首伐黃城，经过卫国，派人对衛悼公说：「敝国之军過贵國之郊，竟然没有一介使者前来慰问？胆敢前来請罪。现在黃城將攻下，事后，將移兵而来到贵國城下。」衛悼公害怕，用成束組绶三百捆，黃金三百鎰，让使者带走。南文子阻止他说：「这次攻下黃城，犀首必不敢來；不勝，也不敢來。攻下黃城，便是功大名高，功居同僚之上。朝中大臣不愿意他比自己高，便要谗毁其事。蒙授大名，挾成功之势，坐着等待朝中之議，犀首就是愚蠢，必不可為。如果不勝黃城，惊慌而逃，逃歸，恐不免於获罪！怎敢攻打卫国来加重其不勝之罪？」最后犀首攻克黃城，帥師歸国，没有敢来经過衛国。。